# Gävle valkrets
Gävle valkrets, även Gävle stads valkrets, var tidvis under tvåkammarriksdagen namnet på valkretsar i första respektive andra kammaren.

## Första kammaren
Gävle stad var egen valkrets med ett mandat vid valen till första kammaren 1894–1920. År 1921 sammanslogs den med övriga Gävleborgs län till en gemensam valkrets, som fick namnet Gävleborgs läns valkrets.

### Riksdagsmän i första kammaren
- John Rettig, min 1894–1904, mod 1905–1907 (1894–22/7 1907)
  - Hugo Hamilton, mod 1908–1911, n 1912–1915, moderat vilde 1916–1917, vilde 1918–1919 (1908–lagtima riksdagen 1919)
    - Rickard Sandler, s (urtima riksdagen 1919–1921)

### Valresultat

#### 1893
| Förstakammarvalet i Sverige 1893: Gävle stads valkrets | Förstakammarvalet i Sverige 1893: Gävle stads valkrets | Förstakammarvalet i Sverige 1893: Gävle stads valkrets | Förstakammarvalet i Sverige 1893: Gävle stads valkrets | Förstakammarvalet i Sverige 1893: Gävle stads valkrets |
| Kandidat                                               | Kandidat                                               | Röster                                                 | Röster                                                 | Röster                                                 |
| Kandidat                                               | Kandidat                                               | Antal                                                  | %                                                      | +− %                                                   |
| ------------------------------------------------------ | ------------------------------------------------------ | ------------------------------------------------------ | ------------------------------------------------------ | ------------------------------------------------------ |
|                                                        | John Rettig                                            | 31                                                     | 93,9                                                   |                                                        |
|                                                        | Närmaste kandidat                                      | 1                                                      | 3,0                                                    |                                                        |
|                                                        | Övriga kandidater                                      | 1                                                      | 3,0                                                    | —                                                      |
| Antal giltiga röster                                   | Antal giltiga röster                                   | 33                                                     |                                                        |                                                        |
| Kasserade röster                                       | Kasserade röster                                       | 1                                                      |                                                        |                                                        |
| Totalt                                                 | Totalt                                                 | 34                                                     |                                                        |                                                        |

Valet hölls den 28 juli 1893. Valkretsen hade 44 valmän, varav 34 deltog i valet.

#### 1902
| Förstakammarvalet i Sverige 1902: Gävle stads valkrets | Förstakammarvalet i Sverige 1902: Gävle stads valkrets | Förstakammarvalet i Sverige 1902: Gävle stads valkrets | Förstakammarvalet i Sverige 1902: Gävle stads valkrets | Förstakammarvalet i Sverige 1902: Gävle stads valkrets |
| Kandidat                                               | Kandidat                                               | Röster                                                 | Röster                                                 | Röster                                                 |
| Kandidat                                               | Kandidat                                               | Antal                                                  | %                                                      | +− %                                                   |
| ------------------------------------------------------ | ------------------------------------------------------ | ------------------------------------------------------ | ------------------------------------------------------ | ------------------------------------------------------ |
|                                                        | John Rettig                                            | 33                                                     | 94,3                                                   | +0,4                                                   |
|                                                        | Närmaste kandidat                                      | 1                                                      | 2,9                                                    |                                                        |
|                                                        | Övriga kandidater                                      | 1                                                      | 2,9                                                    | —                                                      |
| Antal giltiga röster                                   | Antal giltiga röster                                   | 35                                                     |                                                        |                                                        |
| Kasserade röster                                       | Kasserade röster                                       | 4                                                      |                                                        |                                                        |
| Totalt                                                 | Totalt                                                 | 34                                                     |                                                        |                                                        |

Valet hölls den 31 juli 1902. Valkretsen hade 45 valmän, varav 39 deltog i valet.

#### 1907
| Förstakammarvalet i Sverige 1907: Gävle stads valkrets | Förstakammarvalet i Sverige 1907: Gävle stads valkrets | Förstakammarvalet i Sverige 1907: Gävle stads valkrets | Förstakammarvalet i Sverige 1907: Gävle stads valkrets | Förstakammarvalet i Sverige 1907: Gävle stads valkrets |
| Kandidat                                               | Kandidat                                               | Röster                                                 | Röster                                                 | Röster                                                 |
| Kandidat                                               | Kandidat                                               | Antal                                                  | %                                                      | +− %                                                   |
| ------------------------------------------------------ | ------------------------------------------------------ | ------------------------------------------------------ | ------------------------------------------------------ | ------------------------------------------------------ |
|                                                        | Greve Hugo Hamilton                                    | 22                                                     | 51,2                                                   |                                                        |
|                                                        | Närmaste kandidat                                      | 21                                                     | 48,8                                                   |                                                        |
| Antal giltiga röster                                   | Antal giltiga röster                                   | 43                                                     |                                                        |                                                        |
| Kasserade röster                                       | Kasserade röster                                       | 0                                                      |                                                        |                                                        |
| Totalt                                                 | Totalt                                                 | 43                                                     |                                                        |                                                        |

Valet hölls den 31 oktober 1907. Valkretsen hade 45 valmän, varav 43 deltog i valet.

#### 1911
| Parti                | Parti                                     | Röster | Röster | Röster | Mandatfördelning | Mandatfördelning |
| Parti                | Parti                                     | Antal  | %      | +− %   | Antal            | +−               |
| -------------------- | ----------------------------------------- | ------ | ------ | ------ | ---------------- | ---------------- |
|                      | Allmänna valmansförbundet                 | 27     | 62,8   | —      | 1                | —                |
|                      | Liberala samlingspartiet                  | 9      | 20,9   | —      | 0                | —                |
|                      | Sveriges socialdemokratiska arbetareparti | 7      | 16,3   | —      | 0                | —                |
| Antal giltiga röster | Antal giltiga röster                      | 43     | 100,0  |        | 1                | ▬                |
| Ogiltiga röster      | Ogiltiga röster                           | 0      |        |        |                  |                  |
| Totalt               | Totalt                                    | 43     |        |        |                  |                  |

Allmänna valmansförbundet (M) ställde upp i valet som Borgare. Liberalerna (L) och Socialdemokraterna (S) gick till val tillsammans med partibeteckningen Vänstern. Två valmän deltog inte i valet.
Hugo Hamilton blev vald med 27 röster.

#### 1913
| Parti                | Parti                                     | Röster | Röster | Röster | Mandatfördelning | Mandatfördelning |
| Parti                | Parti                                     | Antal  | %      | +− %   | Antal            | +−               |
| -------------------- | ----------------------------------------- | ------ | ------ | ------ | ---------------- | ---------------- |
|                      | Allmänna valmansförbundet                 | 26     | 61,9   | ▼ 0,9  | 1                | ▬                |
|                      | Liberala samlingspartiet                  | 8      | 19,05  | ▼ 1,85 | 0                | ▬                |
|                      | Sveriges socialdemokratiska arbetareparti | 8      | 19,05  | ▲ 2,75 | 0                | ▬                |
| Antal giltiga röster | Antal giltiga röster                      | 42     | 100,0  |        | 1                | ▬                |
| Ogiltiga röster      | Ogiltiga röster                           | 0      |        |        |                  |                  |
| Totalt               | Totalt                                    | 42     |        |        |                  |                  |

Allmänna valmansförbundet (M) ställde upp i valet som Borgarelistan, Liberalerna (L) ställde som De frisinnade och Socialdemokraterna (S) som Socialdemokratiska gruppen. Tre valmän deltog inte i valet.
Hugo Hamilton blev vald med 26 röster.

#### 1919 (juni-juli)
| Parti                | Parti                                     | Röster | Röster | Röster  | Mandatfördelning | Mandatfördelning |
| Parti                | Parti                                     | Antal  | %      | +− %    | Antal            | +−               |
| -------------------- | ----------------------------------------- | ------ | ------ | ------- | ---------------- | ---------------- |
|                      | Sveriges socialdemokratiska arbetareparti | 24     | 66,7   | ▲ 47,65 | 1                | ▲ 1              |
|                      | Allmänna valmansförbundet                 | 8      | 22,2   | ▼ 39,7  | 0                | ▼ 1              |
|                      | Liberala samlingspartiet                  | 4      | 11,1   | ▼ 7,95  | 0                | ▬                |
| Antal giltiga röster | Antal giltiga röster                      | 36     | 100,0  |         | 1                | ▬                |
| Ogiltiga röster      | Ogiltiga röster                           | 0      |        |         |                  |                  |
| Totalt               | Totalt                                    | 36     |        |         |                  |                  |

Allmänna valmansförbundet (M) ställde upp i valet som De moderata, Liberalerna (L) som De frisinnade och Socialdemokraterna (S) som Arbetarpartiet.
Rickard Sandler blev vald med 24 röster.

#### 1919 (september)
| Parti                | Parti                                     | Röster | Röster | Röster | Mandatfördelning | Mandatfördelning |
| Parti                | Parti                                     | Antal  | %      | +− %   | Antal            | +−               |
| -------------------- | ----------------------------------------- | ------ | ------ | ------ | ---------------- | ---------------- |
|                      | Sveriges socialdemokratiska arbetareparti | 24     | 57,1   | ▼9,6   | 1                | ▬                |
|                      | Allmänna valmansförbundet                 | 9      | 21,4   | ▼0,8   | 0                | ▬                |
|                      | Liberala samlingspartiet                  | 8      | 19,1   | ▲ 8    | 0                | ▬                |
|                      | Sverges socialdemokratiska vänsterparti   | 1      | 2,4    | Ny     | 0                | Ny               |
| Antal giltiga röster | Antal giltiga röster                      | 42     | 100,0  |        | 1                | ▬                |
| Ogiltiga röster      | Ogiltiga röster                           | 0      |        |        |                  |                  |
| Totalt               | Totalt                                    | 42     |        |        |                  |                  |

Allmänna valmansförbundet (M) ställde upp i valet som De moderata (8 röster) och Fria gruppen (1 röst), Liberalerna (L) som De frisinnade. Socialdemokraterna (S) och Socialdemokratiska vänsterpartiet (V) röstade under gemensamma partibeteckningen Arbetarpartiet. Tre valmän deltog inte i valet.
Rickard Sandler blev vald med 24 röster.

## Andra kammaren
Gävle stad var även egen valkrets vid riksdagsvalen till andra kammaren 1866–1908. Valkretsen hade ett mandat i valen 1866–1884, därefter två mandat från och med extravalet 1887. Vid införandet av proportionellt valsystem inför riksdagsvalet 1911 avskaffades valkretsen och uppgick i Gästriklands valkrets.

### Riksdagsledamöter i andra kammaren
- Per Murén, min (1867–1868)
  - Janne Petre, min (1869)
    - Ferdinand Asker, min 1870–1872 (1870–1884)
      - Paul Petter Waldenström, vilde (1884–1905)
        - Karl Starbäck, lib s (1906–1911)

- Olof Brodin (höstriksdagen 1887–1893)
  - Gustaf Nyström (1894–1896)
    - Olof Brodin, lib s 1900–1905 (1897–1905)
      - Karl Lindh, lib s (1906–1908)
        - Gustaf Sandström, lib s (1909–1911)

### Valresultat

#### 1896
| Andrakammarvalet i Sverige 1896: Gävle stads valkrets | Andrakammarvalet i Sverige 1896: Gävle stads valkrets | Andrakammarvalet i Sverige 1896: Gävle stads valkrets | Andrakammarvalet i Sverige 1896: Gävle stads valkrets | Andrakammarvalet i Sverige 1896: Gävle stads valkrets |
| Kandidat                                              | Kandidat                                              | Röster                                                | Röster                                                | Röster                                                |
| Kandidat                                              | Kandidat                                              | Antal                                                 | %                                                     | +− %                                                  |
| ----------------------------------------------------- | ----------------------------------------------------- | ----------------------------------------------------- | ----------------------------------------------------- | ----------------------------------------------------- |
|                                                       | Olof August Brodin                                    | 853                                                   | 66,4                                                  |                                                       |
|                                                       | Paul Petter Waldenström                               | 665                                                   | 51,8                                                  |                                                       |
|                                                       | Robert Schough (Fp)                                   | 622                                                   | 48,5                                                  |                                                       |
|                                                       | Övriga kandidater                                     | 428                                                   | 33,3                                                  | —                                                     |
| Antal giltiga röster                                  | Antal giltiga röster                                  | 1 284                                                 |                                                       |                                                       |
| Kasserade röster                                      | Kasserade röster                                      | 3                                                     |                                                       |                                                       |
| Totalt                                                | Totalt                                                | 1 287                                                 |                                                       |                                                       |

Valkretsen hade 25 569 invånare den 31 december 1898, varav 2 046 eller 8,0% var valberättigade. 1 287 personer deltog i valet, ett valdeltagande på 62,9%.

#### 1899
| Andrakammarvalet i Sverige 1899: Gävle stads valkrets | Andrakammarvalet i Sverige 1899: Gävle stads valkrets | Andrakammarvalet i Sverige 1899: Gävle stads valkrets | Andrakammarvalet i Sverige 1899: Gävle stads valkrets | Andrakammarvalet i Sverige 1899: Gävle stads valkrets |
| Kandidat                                              | Kandidat                                              | Röster                                                | Röster                                                | Röster                                                |
| Kandidat                                              | Kandidat                                              | Antal                                                 | %                                                     | +− %                                                  |
| ----------------------------------------------------- | ----------------------------------------------------- | ----------------------------------------------------- | ----------------------------------------------------- | ----------------------------------------------------- |
|                                                       | Olof August Brodin                                    | 745                                                   | 46,4                                                  | ▼20,0                                                 |
|                                                       | Paul Petter Waldenström                               | 701                                                   | 43,6                                                  | ▼8,2                                                  |
|                                                       | Axel Olsson                                           | 618                                                   | 38,5                                                  |                                                       |
|                                                       | Karl Lindh                                            | 601                                                   | 37,4                                                  |                                                       |
|                                                       | direktör Englund                                      | 332                                                   | 20,7                                                  |                                                       |
|                                                       | boktryckare Ahlström                                  | 169                                                   | 10,5                                                  |                                                       |
|                                                       | Övriga kandidater                                     | 46                                                    | 2,9                                                   | —                                                     |
| Antal giltiga röster                                  | Antal giltiga röster                                  | 1 606                                                 |                                                       |                                                       |
| Kasserade röster                                      | Kasserade röster                                      | 0                                                     |                                                       |                                                       |
| Totalt                                                | Totalt                                                | 1 606                                                 |                                                       |                                                       |

Valet hölls den 9 september 1899. Valkretsen hade 27 363 invånare den 31 december 1898, varav 2 471 eller 9,0% var valberättigade. 1 606 personer deltog i valet, ett valdeltagande på 65,0%.

#### 1902
| Andrakammarvalet i Sverige 1902: Gävle stads valkrets | Andrakammarvalet i Sverige 1902: Gävle stads valkrets | Andrakammarvalet i Sverige 1902: Gävle stads valkrets | Andrakammarvalet i Sverige 1902: Gävle stads valkrets | Andrakammarvalet i Sverige 1902: Gävle stads valkrets |
| Kandidat                                              | Kandidat                                              | Röster                                                | Röster                                                | Röster                                                |
| Kandidat                                              | Kandidat                                              | Antal                                                 | %                                                     | +− %                                                  |
| ----------------------------------------------------- | ----------------------------------------------------- | ----------------------------------------------------- | ----------------------------------------------------- | ----------------------------------------------------- |
|                                                       | Olof August Brodin                                    | 2 244                                                 | 99,5                                                  | ▲53,1                                                 |
|                                                       | Paul Petter Waldenström                               | 1 219                                                 | 54,1                                                  | ▲10,5                                                 |
|                                                       | A.Larsson                                             | 1 037                                                 | 46,0                                                  |                                                       |
|                                                       | Övriga kandidater                                     | 10                                                    | 0,4                                                   | —                                                     |
| Antal giltiga röster                                  | Antal giltiga röster                                  | 2 255                                                 |                                                       |                                                       |
| Kasserade röster                                      | Kasserade röster                                      | 0                                                     |                                                       |                                                       |
| Totalt                                                | Totalt                                                | 2 255                                                 |                                                       |                                                       |

Valet hölls den 19 september 1902. Valkretsen hade 30 146 invånare den 31 december 1901, varav 3 302 eller 11,0% var valberättigade. 2 255 personer deltog i valet, ett valdeltagande på 68,3%.

#### 1905
| Andrakammarvalet i Sverige 1905: Gävle stads valkrets | Andrakammarvalet i Sverige 1905: Gävle stads valkrets | Andrakammarvalet i Sverige 1905: Gävle stads valkrets | Andrakammarvalet i Sverige 1905: Gävle stads valkrets | Andrakammarvalet i Sverige 1905: Gävle stads valkrets |
| Kandidat                                              | Kandidat                                              | Röster                                                | Röster                                                | Röster                                                |
| Kandidat                                              | Kandidat                                              | Antal                                                 | %                                                     | +− %                                                  |
| ----------------------------------------------------- | ----------------------------------------------------- | ----------------------------------------------------- | ----------------------------------------------------- | ----------------------------------------------------- |
|                                                       | Karl Starbäck                                         | 1 479                                                 | 62,6                                                  |                                                       |
|                                                       | Karl Lindh                                            | 1 378                                                 | 58,3                                                  |                                                       |
|                                                       | Olof August Brodin                                    | 983                                                   | 41,6                                                  | ▼57,9                                                 |
|                                                       | Paul Petter Waldenström                               | 880                                                   | 37,2                                                  | ▼16,9                                                 |
|                                                       | Övriga kandidater                                     | 6                                                     | 0,3                                                   | —                                                     |
| Antal giltiga röster                                  | Antal giltiga röster                                  | 2 363                                                 |                                                       |                                                       |
| Kasserade röster                                      | Kasserade röster                                      | 0                                                     |                                                       |                                                       |
| Totalt                                                | Totalt                                                | 2 363                                                 |                                                       |                                                       |

Valet hölls den 8 september 1905. Valkretsen hade 30 776 invånare den 31 december 1904, varav 3 289 eller 10,7% var valberättigade. 2 363 personer deltog i valet, ett valdeltagande på 71,8%.

#### 1908
| Andrakammarvalet i Sverige 1908: Gävle stads valkrets | Andrakammarvalet i Sverige 1908: Gävle stads valkrets | Andrakammarvalet i Sverige 1908: Gävle stads valkrets | Andrakammarvalet i Sverige 1908: Gävle stads valkrets | Andrakammarvalet i Sverige 1908: Gävle stads valkrets |
| Kandidat                                              | Kandidat                                              | Röster                                                | Röster                                                | Röster                                                |
| Kandidat                                              | Kandidat                                              | Antal                                                 | %                                                     | +− %                                                  |
| ----------------------------------------------------- | ----------------------------------------------------- | ----------------------------------------------------- | ----------------------------------------------------- | ----------------------------------------------------- |
|                                                       | Gustaf Sandström                                      | 1 869                                                 | 71,6                                                  |                                                       |
|                                                       | Karl Starbäck                                         | 1 852                                                 | 70,9                                                  | ▲8,3                                                  |
|                                                       | Carl Berggren (höger)                                 | 769                                                   | 29,4                                                  |                                                       |
|                                                       | Gustaf Adolf Sjöström (höger)                         | 728                                                   | 27,9                                                  |                                                       |
|                                                       | Övriga                                                | 6                                                     | 0,2                                                   |                                                       |
| Antal giltiga röster                                  | Antal giltiga röster                                  | 2 612                                                 |                                                       |                                                       |
| Kasserade röster                                      | Kasserade röster                                      | 10                                                    |                                                       |                                                       |
| Totalt                                                | Totalt                                                | 2 622                                                 |                                                       |                                                       |

Valet hölls den 4 september 1908. Valkretsen hade 31 367 invånare den 31 december 1907, varav 3 606 eller 11,1 % var valberättigade. 2 622 personer deltog i valet, ett valdeltagande på 72,7 %.